# Морін О'Тул
Морін О'Тул (англ. Maureen O'Toole, 24 березня 1961) — американська ватерполістка.
Срібна призерка Олімпійських Ігор 2000 року.
Срібна призерка Всесвітніх ігор 1981 року.